# Alexander Walerjewitsch Gorbatikow
Alexander Walerjewitsch Gorbatikow (russisch Александр Валерьевич Горбатиков; * 4. Juni 1982 in Wolgograd, Sowjetunion) ist ein ehemaliger russischer Handballspieler, der zumeist auf der Position Rückraum Mitte eingesetzt wurde.
Der 1,87 m große und 95 kg schwere Gorbatikow begann seine Profikarriere 1999 bei Dinamo Astrachan. Von 2001 bis 2008 wurde er russischer Vizemeister hinter Medwedi Tschechow, außerdem erreichte er das Finale im EHF-Pokal 2002/03, unterlag dort aber dem FC Barcelona. In den Spielzeiten 2003/04 und 2004/05 erreichte er jeweils das Halbfinale des EHF-Pokals, scheiterte aber am THW Kiel und TUSEM Essen. 2008 gewann er den russischen Pokal. Nach mehreren Knieoperationen beendete er seine Karriere nach der Saison 2008/09.
Mit der russischen Juniorenauswahl gewann er die Junioren-Europameisterschaft 2001 sowie die U21-Weltmeisterschaft 2001, wobei er im Finale 9 Treffer erzielte. Bei den Olympischen Spielen 2004 in Athen gewann er mit der russischen Nationalmannschaft die Bronzemedaille.
Alexander Gorbatikow ist Sportlehrer und Absolvent der Staatlichen Pädagogischen Universität Astrachan. Anfang 2014 trug er im Vorfeld der Olympischen Winterspiele 2014 in Sotschi die olympische Fackel in Astrachan.